# Empoasca stata
Empoasca stata är en insektsart som beskrevs av Irena Dworakowska 1980. Empoasca stata ingår i släktet Empoasca och familjen dvärgstritar. Inga underarter finns listade i Catalogue of Life.